# Phyllocnema xanthopelma
Phyllocnema xanthopelma är en skalbaggsart som beskrevs av Schmidt 1922. Phyllocnema xanthopelma ingår i släktet Phyllocnema och familjen långhorningar. Inga underarter finns listade i Catalogue of Life.